# 奧卡·戈羅多維科夫
奧卡·伊万諾維奇·戈羅多維科夫（俄語：Ока́ Ива́нович Городовико́в，1879年10月1日—1960年2月26日），卡爾梅克人騎兵將領和哥薩克，蘇聯英雄。

## 生平
1938－1941年，他曾擔任騎兵監察長和騎兵副司令員從1943年直到他1947年退休。
戈羅多維科夫斯克城就是以他命名。